# Susumelle

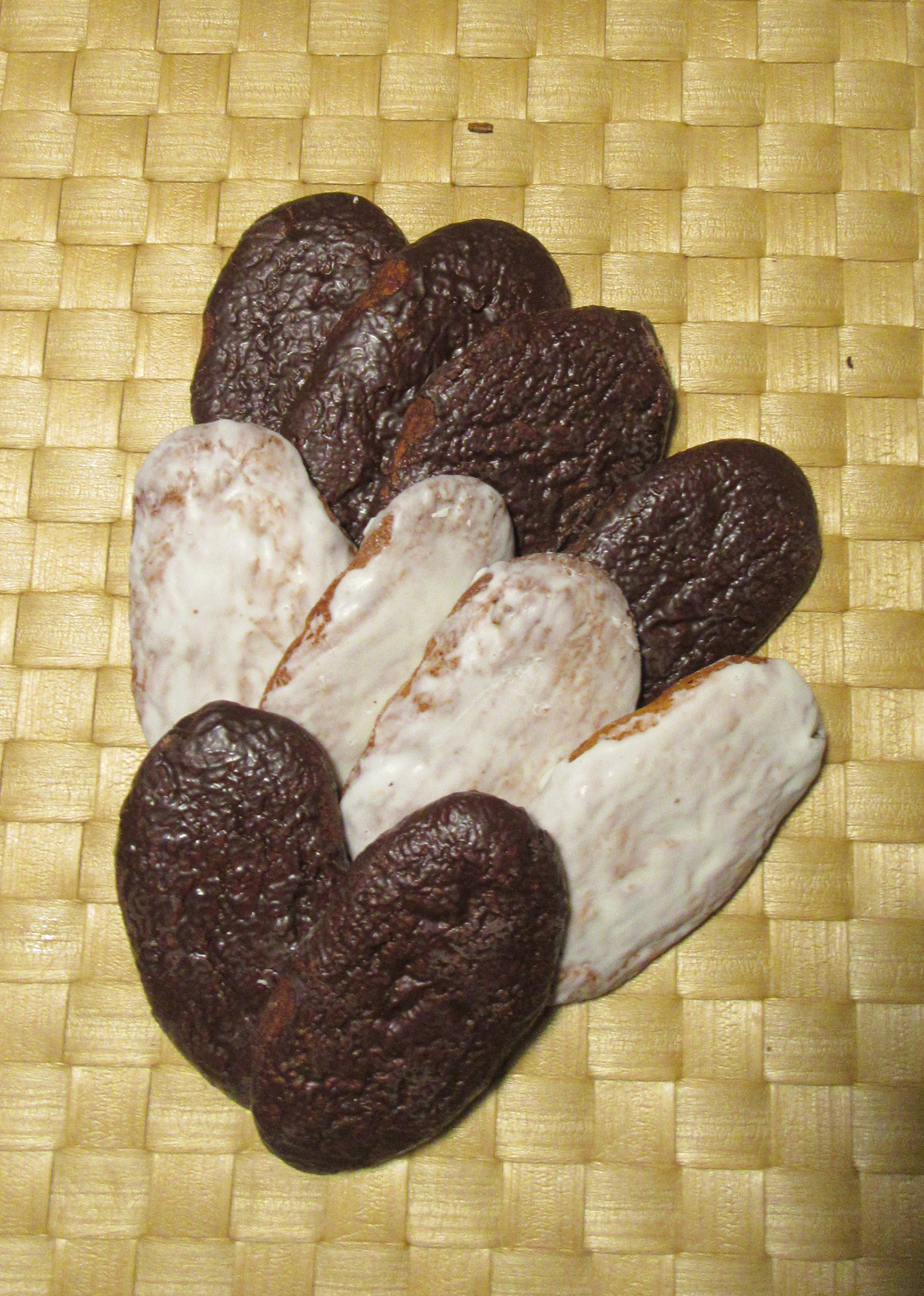
Susumelle chiare e scure.

Le susumelle sono un dolce tipico calabrese, specialità della zona di Reggio Calabria, Catanzaro, Crotone e Vibo Valentia. Sono "biscottini di pasta dolce", tipicamente dalla forma di panetti ovali di circa 10 cm che possono essere ricoperti di miele o cioccolato (anche cioccolato bianco). In alcune ricette all'impasto dei biscotti vengono aggiunte uvetta o frutta candita. Vengono usualmente accompagnati con vino dolce come lo zibibbo o con il limoncello.
Sono dolci tipicamente natalizi, così come i Turdilli, la Cicerata e la Pitta 'mpigliata (tipica di San Giovanni in Fiore) nota per la sua forma particolare (sei rose concentriche con la settima centrale) e per racchiudere in sé tutti i prodotti natalizi tipici della Calabria, quali: noci, uva passa, miele, cannella e spezie varie.